# Mahnar Bazar
Mahnar Bazar è una suddivisione dell'India, classificata come municipality, di 37.354 abitanti, situata nel distretto di Vaishali, nello stato federato del Bihar. In base al numero di abitanti la città rientra nella classe III (da 20.000 a 49.999 persone).

## Geografia fisica
La città è situata a 25° 36' 14 N e 85° 29' 32 E.

## Società

### Evoluzione demografica
Al censimento del 2001 la popolazione di Mahnar Bazar assommava a 37.354 persone, delle quali 19.381 maschi e 17.973 femmine. I bambini di età inferiore o uguale ai sei anni assommavano a 7.392, dei quali 3.753 maschi e 3.639 femmine. Infine, coloro che erano in grado di saper almeno leggere e scrivere erano 15.916, dei quali 9.983 maschi e 5.933 femmine.